# Lina Neidestam
Line Maria Neidestam (født 22. april 1984 i Södertälje) er en svensk tegneserieskaber. Hun er mest kendt for sin feministiske humorserie Zelda. I 2011 udgav hun sin erotiske serie roman Maran, og 2013 deltog hun i tegneserieudgivelsen Berättelser från Engelsfors efter fantasybogserien af samme navn.

## Biografi

### Baggrund
Line Neidestam tegnede flitigt i skoleårene, men nogen fremtid som tegneserietegner så hun ikke. "Det var ligesom ikke et riktigt arbejde." Hun blev delvist inspireret af serier som Lilla Fridolf og Buster, ikke fordi de var gode, men fordi de i hendes øjne var så dårlige, at hun ville lave sine egne. I gymnasiet arbejdede Neidestam for Lästidningens ungdomsdel, hvor hun lavede illustrationer, skrev kronikker og reportager.
Neidenstam havnede af forskellige årsager i 2005 på Serie skolen i Malmø. Planen havde indtil da været en karriere som journalist, men efter at det ikke lykkedes at komme ind på journalisthøjskolen fik hendes mor hende på andre tanker. Så hun indsendte sine tegninger til serieskolen og havnede i Skåne et år. Neidestam og tre andre på skolen (Hanna Petersson, Hillevi Rindström og Josefin Svenske) startede 2005 et tegnerkollektiv, og sammen kom de 2005 og 2006 med i fem numre af fanzinet Polly Darton.
Som 22-årig nyuddannet serieskolestudent var Neidestam 2006 tilbage i Stockholm. Studier i etnologi på universitet om dagen og tegneserietegning om natten var ideen. Hun tog også en kursus på kunstskolen Basis for at få endnu bedre styr på tegningerne. Året efter belønnedes det karrieremæssigt, da Zelda fødtes og Neidestam begyndte at blive vist i Metro.

### Zelda
I 2007 blev Neidestams Heksen i skoven publiceret som en af Seriefrämjandets minialbum i Lantis-serien. Samme år bad livsstilswebstedet SalongK.se Neidestam om at tegne "en serie som handler om en pige". Det blev starten på Zelda, stribeserien om en feministisk millennial som ikke altid lærer af sine erfaringer. Serien har siden begyndelsen af februar 2007 blandt andet været publiceret i Metro, Nemi, NSD, Situation Stockholm, Rocky, det norske Dagbladet og i Information. I 2012 begyndte Zelda at blive publiceret i Aftonbladet og Aftonbladet.se. Seriens fortælling, om "en stereotyp som alle kender til", overraskede hende selv:
| „ | Jag trodde först att hon bara angick ett gäng överspända genusbrudar i Stockholms innerstad – som man själv… | “ |
|   | — Lina Neidestam, 2012                                                                                       |   |

Superfeministen Zelda har dog udviklet sig undervejs. Hun har, ifølge Neidestam, indset at ikke alt løser sig hvis man skriger sig frem og, at det mere handler om hvad man faktisk gør.
Serien udkom i 2009 med sit første samlede album på Kartago forlag. Denne er siden blevet efterfulgt af to til på Kartago og et på Egmont (med Zelda og et antal andre serier af nye kvindelige serieskabere).
Neidestam modtog i 2011 Adamsonstatyetten for Zelda. Året efter modtog hun for sin serie Stora Pondus prisen, Nordens i penge største tegneserieudmærkelse.

### Maran og andre serier
Hendes anden bog Maran – som har fået epitetet "feministisk sex serie i folkesaga miljø" – udkom i 2010 hos Kolik forlag som den anden bog i Femisex-serien, forlagets bog serie med feministiske sex serier. Til produktionen af bogen tildeltes hun et stipendium på 217.000 svenske kroner af Konstnärsnämnden.

Andre af hendes serier er blandt andet blevet udgivet i bladene Hjælp og Arne And.
I 2013 udgave Line Neidestam, sammen med seriekollegerne Kim W Andersson og Karl Johnsson, med en tegneseriebog baseret på Sara Bergmark Elfgrens og Mads Strandbjergs fantasytrilogi om Engelfors. Temaet for det hele er unge hekse som slås mod dæmonerer, i en fantasiby i Bergslagen. Albummet, som havde titlen Fortællinger fra Engelsfors, så, i samarbejde med de oprindelige forfattere, på romanfigurerne "De utvalda" fra nye vinkler, før begivenhederne i Cirklen og efter dem i Ild. Neidestam bidrog i bogen med tegneserierne "Kejsarinnan", "De älskande" og "Frestelse", som hun lavede i samarbejde med Sara Bergmark Elfgrens.
Blandt Neidestams kommende projekter findes en endnu navnløs serie om en gruppe unge i en industriby, delvis inspireret af Södertälje, en slags "urban fantasy". Desuden findes nogle planer om en TV-serie med Zelda; i 2012 arbejdede Neidestam med manuskriptet til et pilotafsnit, og hun ville gerne se Nour El-Refai i titelrollen. "Hun er Zelda!"
Line Neidestam kan ernære sig som tegneserietegner, hun siger at hun "tjener som en sygehjælper", hvilket er helt okay for hende.

## Stil
Neidestams serier er ofte humoristiske og tager emner som feminisme, kønroller, erotik og relaterede emner under behandling. Titelfiguren i Zelda er en feministisk millennial som altid går efter sit eget moraliske kompas. Line Neidestam skabte hende som en figur at identificere sig med, en som ikke var ædel og bare sagde tingene som de var. Hun ser Zelda som en karikeret variant af sig selv som teenager, præget af teenagerens opfattelse af verden som mest sort-hvid og overdramatisk. Idealisme og en "nyfrelst" attitude – uanset ideologi er også tilbagevendende emner.
Neidestam selv er inspireret af flere svenske og amerikanske serieskabere med personlig attitude. Som lille læste hun meget Cecilia Torudds Ensamma mamman, som er en hverdagshumoristisk stribeserie med høj genkendelsesfaktor. Som elleveårig tog hun mod til sig (på en campingferie i Värmland) og købte et nummer af Mega-Pyton. Seriernes blanding af kropvæsker, eksploderende akne og andre ulækkerheder blev en oplevelse, hvor hun opdagede at man faktisk kunne tegne uden hæmninger:
Denne hæmningsløshed ses til dels i Zelda, hvor Neidestam gennem sit "teenagerjeg" får lov til at sparke vildt. Mens hun senere har brugt serien til at slippe sine egne hverdagsfrustrationer ud, som en slags primalkraft.

### Egne tegneseriealbum
- 2007 – Häxan i skogen (Lantis, minialbum)
- 2009 – Zelda. 1. Kartago. ISBN 978-91-86003-42-5
- 2011 – Maran. Kolik. ISBN 978-91-86509-08-8
- 2012 – Zelda: kampen fortsätter. Zelda ; 2. Kartago. ISBN 978-91-86003-93-7
- 2013 – Zelda vs. patriarkatet. Zelda ; 3. Kartago. ISBN 978-91-75150-27-7
- 2013 – Line Neidestams Zelda: Sex out west. Nordic Comics Egmont/Egmont Kids Media Nordic. ISBN 9789174058536
- 2013 – Zelda #1: Sex og mingleliv. (norsk)
- 2015 – Zelda - opbrud og udbrud. Zelda ; 4. Kartago. ISBN 978-91-75150-80-2
- 2015 – Zelda - de første ljuva årene : bog 1 & 2 i udvalg. Zelda ; 1, 2. Kartago. ISBN 978-91-75150-79-6
- 2016 – Zelda - täckning savnes. Zelda ; 5. Kartago. ISBN 978-91-75151-20-5
- 2017 – Zelda - alt er norm alt. Zelda ; 6. Kartago. ISBN 978-91-75152-42-4

### Tegneserieantologier
- 2005–2006 – Polly Darton (fanzin, fem numre)
- 2005 – TV-serier (fanzin, fire versioner)
- 2013 – Berättelser från Engelsfors. Rabén & Sjögren. ISBN 978-91-29-68577-0.

### Illustrationer
- 2008 – Harling, Birgit; Lidén Anders, Neidestam Lina. Booster. Part 1. Natur & kultur. ISBN 978-91-27-41294-1. (+ del 2 og 3)
  - 2009 – Harling, Birgit; Lidén Anders, Neidestam Lina. Booster. Part 3, Workmate. Natur & kultur. ISBN 978-91-27-41427-3.

## Udmærkelser
- 2005 – Sydsvensks stribeserie konkurrence[3]
- 2010 – Amt tiden Södertäljes debutant pris
- 2011 – Adamsonstatyetten
- 2012 – Stora Pondus prisen
- 2012 – Fornøjelseguidens Stockholmspris
- 2014 – Albert Engström-selskabets ungdompris[7]